# 月之輪站
月之輪站（日语：／ Tsukinowa eki */?），是一個位於埼玉縣比企郡滑川町月之輪一丁目，屬於東武鐵道東上本線的鐵路車站。車站編號是TJ 31。站名是全平假名。

## 車站結構
對向式月台2面2線的地面車站，設有跨站式站房。月台、北口、南口與閘機層各以升降機聯絡。廁所位於閘內大堂，併設多機能廁所。

### 月台配置
| 月台 | 路線   | 方向 | 目的地                       |
| ---- | ------ | ---- | ---------------------------- |
| 1    | 東上線 | 下行 | 小川町、寄居方向             |
| 2    | 東上線 | 上行 | 坂戶、川越、和光市、池袋方向 |

- 月台的導覽如上述，但此站沒有設定直通寄居站的列車。

## 使用情況
2016年度一日平均上下車人次為5,004人。
開業以後一日平均上下車人次、上車人次的推移如下表。
| 年度               | 一日平均 上下車人次 | 一日平均 上車人次 |
| ------------------ | ------------------- | ----------------- |
| 2001年（平成13年） | 3,459               | 981               |
| 2002年（平成14年） | 1,950               | 886               |
| 2003年（平成15年） | 2,465               |                   |
| 2004年（平成16年） | 2,939               |                   |
| 2005年（平成17年） | 3,353               |                   |
| 2006年（平成18年） | 3,650               |                   |
| 2007年（平成19年） | 3,868               |                   |
| 2008年（平成20年） | 4,044               |                   |
| 2009年（平成21年） | 4,068               |                   |
| 2010年（平成22年） | 4,070               |                   |
| 2011年（平成23年） | 4,080               |                   |
| 2012年（平成24年） | 4,173               |                   |
| 2013年（平成25年） | 4,316               |                   |
| 2014年（平成26年） | 4,441               |                   |
| 2015年（平成27年） | 4,727               |                   |
| 2016年（平成28年） | 5,004               |                   |

## 相鄰車站
東武鐵道
 東上本線
■TJ Liner、■快速急行、■快速、■急行、■準急、□普通
森林公園（TJ 30）－月之輪（TJ 31）－武藏嵐山（TJ 32）

## 外部連結
- 月之輪（車站資訊） - 東武鐵道